# Nina Stollewerk
Nina Stollewerk (Viena, 18 de juliol de 1825 - Mödling, Baixa Àustria, 26 de gener de 1914) fou una compositora austríaca, pianista, directora d'orquestra i cantant.
Als setze anys publicà una col·lecció de lieder que ja cridaren l'atenció per la seva delicadesa i frescor, i després continuà cultivant aquest gènere, en el qual va produir obres interessantíssimes, com les titulades: Eliza's erstes Begegnen; Grubenfahrt; Wo bist duf, i Wunsch und Gruss. També va compondre obres orquestrals (incloses dues simfonies) i obres religioses, especialment una missa estrenada a Viena el 1846.